# Metro 2034
Metro 2034 (en ruso: Метро 2034) es una novela posapocalíptica escrita por Dmitri Glujovski de 2009 sobre los supervivientes a una guerra nuclear en el metro de Moscú. Es una secuela de la novela Metro 2033.

## Sinopsis
Año 2034. Moscú se ha transformado en una ciudad fantasma. Los supervivientes se han refugiado en las profundidades de la red de metro y han creado allí una nueva civilización que no se parece en nada a las anteriores... La estación Sevastopolskaya lleva varias semanas sin poder comunicarse con el resto de la red de metro. Aparece en ella un misterioso brigadier llamado Hunter. Este toma sobre sus hombros la lucha contra un enigmático peligro que amenaza a todos los habitantes de la red de metro, y emprenderá una arriesgada expedición hasta lo más recóndito del sistema de túneles. Le acompañará Homero, de la Sevastopolskaya, un hombre viejo y experimentado que conoce como nadie la red de metro y sus leyendas. Más adelante conocerán a la joven Sasha y Homero pensará que el héroe caído y la muchacha podrían ser la pareja perfecta para protagonizar su epopeya. Pero tendrá que protegerla de incesantes peligros.